# Sphenoptera alexeevi
Sphenoptera alexeevi es una especie de escarabajo del género Sphenoptera, familia Buprestidae. Fue descrita científicamente por Kalashian & Volkovitsh en 1993.

## Distribución
Habita en la región palártica.